# گریتجان ایگنکمپ
گریتجان ایگنکمپ (انگلیسی: Gerritjan Eggenkamp؛ زادهٔ ۱۴ نوامبر ۱۹۷۵) قایقران روئینگ اهل پادشاهی هلند است.